# Xã Logan, Quận Beadle, Nam Dakota
Xã Logan (tiếng Anh: Logan Township) là một xã thuộc quận Beadle, tiểu bang Nam Dakota, Hoa Kỳ. Năm 2010, dân số của xã này là 116 người.